# Sek Henry
Seketoure Michael „Sek” Henry (ur. 27 czerwca 1987 w Los Angeles) – amerykański koszykarz występujący na pozycjach rozgrywającego lub rzucającego obrońcy, posiadający także jamajskie obywatelstwo, obecnie zawodnik JDA Dijon Bourgogne.
21 lipca 2021 został zawodnikiem francuskiego JDA Dijon Bourgogne.

## Osiągnięcia
Stan na 22 lipca 2021, na podstawie, o ile nie zaznaczono inaczej.
Drużynowe
- Wicemistrz Ligi Mistrzów (2021)
- 3. miejsce podczas mistrzostw Turcji (2021)
- Finalista pucharu Polski (2013)

Indywidualne
- MVP:
  - ligi izraelskiej (2018)
  - miesiąca ligi izraelskiej (styczeń 2018)
- Zaliczony do I składu ligi izraelskiej (2018)
- Uczestnik meczu gwiazd ligi izraelskiej (2018)